# 669 Kypria
669 Kypria eller 1908 DQ är en asteroid i huvudbältet, som upptäcktes 20 augusti 1908 av den tyska astronomen August Kopff i Heidelberg. Den är uppkallad efter det grekiska eposet Cypria.
Asteroiden har en diameter på ungefär 29 kilometer och tillhör asteroidgruppen Eos.